# 파라디소역
파라디소역 (Paradiso)은 토리노 지하철의 역이다. 포그도라 로 부근 지점의 프란치아 가에 자리잡고 있다. 2006년 토리노 지하철 노선 1차 구간 역 중 하나로 문을 열었다. 토리노 시에서 벗어나고 콜레뇨로 들어서는 첫번째 역이기도 하다.
역내 승강장에는 우고 네스폴로가 제작한 데칼코마니 작품이 전시되어 있다.

## 시설
- 매표기
- 장애인 접근시설
- 엘레베이터
- 에스컬레이터
- CCTV 감시카메라